# Calcarenita
Les calcarenites són roques sedimentàries detrítiques carbonàtiques, formades per la consolidació de sorres calcàries. Són equivalents als gresos, els components detrítics dels quals són terrígens. La mida dels clasts majoritaris ha d'oscil·lar entre 0,063 i 2mm (en cas de ser menors la denominació que rebria la roca seria la de calcilutita; en cas de ser majors, calcirrudita). Aquests grans poden provenir de coralls, conquilles, oòides, intraclasts, pel·lets, fragments d'altres calcàries i dolomies i altres grans carbonatats. Aquest tipus de roques es formen principalment en les zones litorals de regions tropicals, en les formacions dunars o barres costaneres, així com turbidites constituïdes per les sorres de l'erosió dels esculls coral·lins.
A la zona de Populonia, a Itàlia, el nom local de panchina, designa la roca emprada pels etruscs de la costa de Piombino per a construir els seus edificis, particularment les tombes.

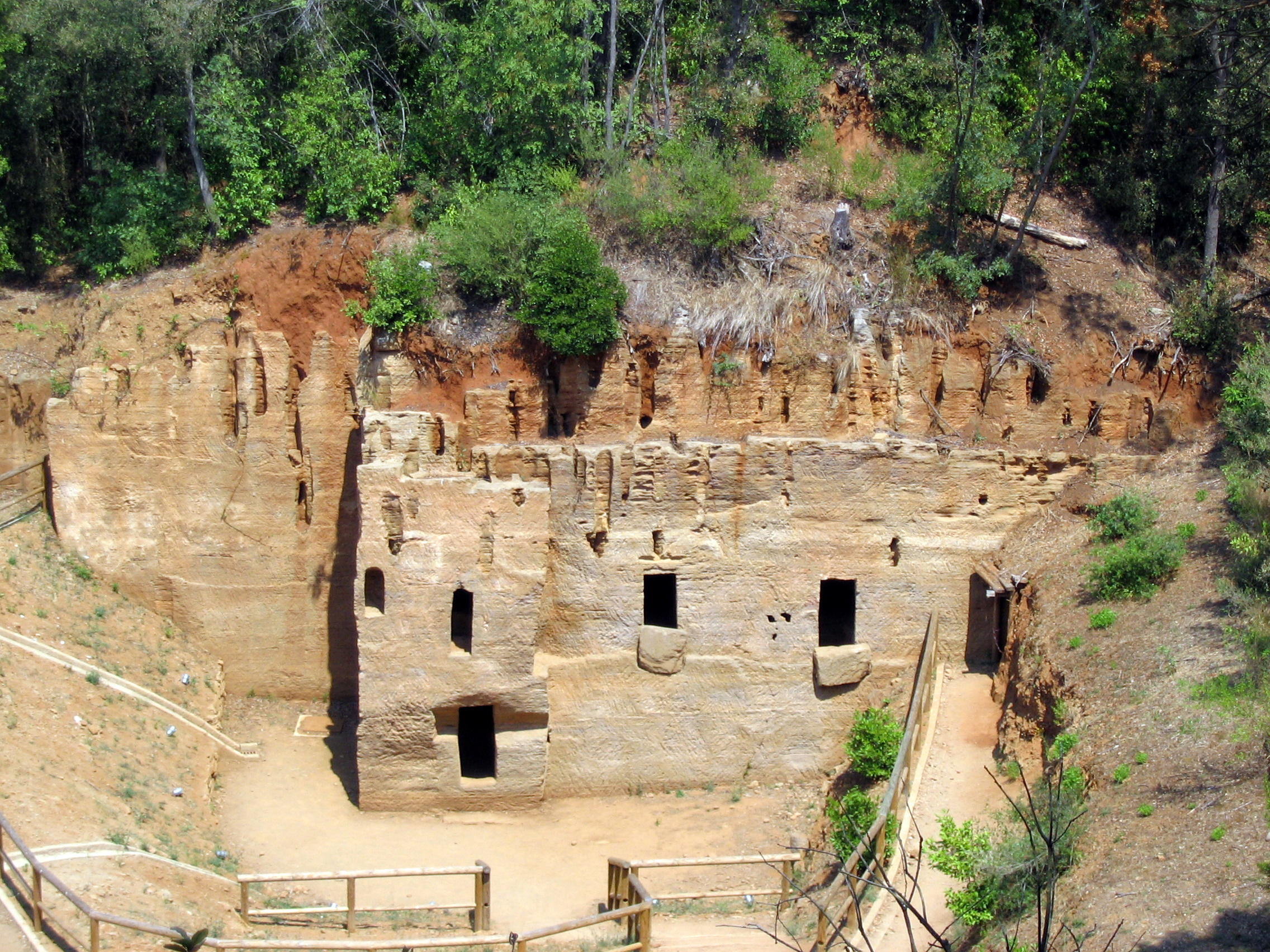
Cantera etrusca feta de panchina, posteriorment transformada en necròpolis